# Галахона
Галахона (тадж. Галахона) — село в районе Рудаки Республики Таджикистан. Входит в состав джамоата (сельской общины) Лохур района Рудаки.
Находится на расстоянии 14 км от райцентра (пгт. Сомониён) и 5 км от центра общины (село Лохур).
Население — 1145 чел. (2017).